# Павлиноглазка Изабелла
Павлиноглазка Изабелла (Graellsia isabellae) — крупная бабочка из семейства Павлиноглазки. Единственный представитель монотипического рода Graellsia. Эндемик Европы.

## Этимология названия
Родовое название Graellsia было дано британским энтомологом Августом Рэдклиффом Гротом (Augustus Radcliffe Grote; 1841—1903), впервые выделившим в 1986 году эту бабочку в отдельный род, в честь первооткрывателя вида — испанского зоолога Мариано де ла Пас Граэльса.
Видовое название вид получил в честь королевы Испании — Изабеллы II (1830—1904).

## Систематика
Впервые данный вид была описан под именем Saturnia isabellae Мариано де ла Пас Граэльсом в 1849 году на примере экземпляра, найденного у горы Монте де Пинарес Льянос в Сьерре-де-Гвадаррама. В 1896 году Август Рэдклифф Грот определил данный вид в монотипический род Graellsia. Вольфганг Нэссиг в 1991 году попытался синониизировать этот род с близко родственным родом Actias, так как из-за внешнего сходства предполагал, что в остальном род Actias парафилетический. Исследование морфологических, молекулярных и фенологических признаков, проведённое в 2005 году, показало, однако, что разделение обоих родов оправдано, хотя в лабораторных условиях и возможна гибридизация Graellsia isabellae с некоторыми видами рода Actias (Actias artemis, Actias selene, Actias truncatipennis, Actias luna).

## Описание
Размах крыльев самцов 65—90 мм, самок — 70—100 мм. Выращенные в инсектариях особи обычно отличаются меньшими размерами. Передние крылья треугольной формы, с серповидно приостренной вершиной. Задние крылья с лировидно вытянутыми анальными углами, в виде хвостов, которые поддерживаются удлиненными и изогнутыми жилками М3, Cu1 Сu2 и А2. «Хвостики» на задних крыльях самки короче, чем у самца. Основной фон крыльев однотонный светлый зеленоватый. Жилки крыльев розово-коричневые. Глазки на крыльях прозрачные в середине, снаружи с кругом чёрного, жёлтого, красного и синеватого цвета. Усики двусторонне-перистые.

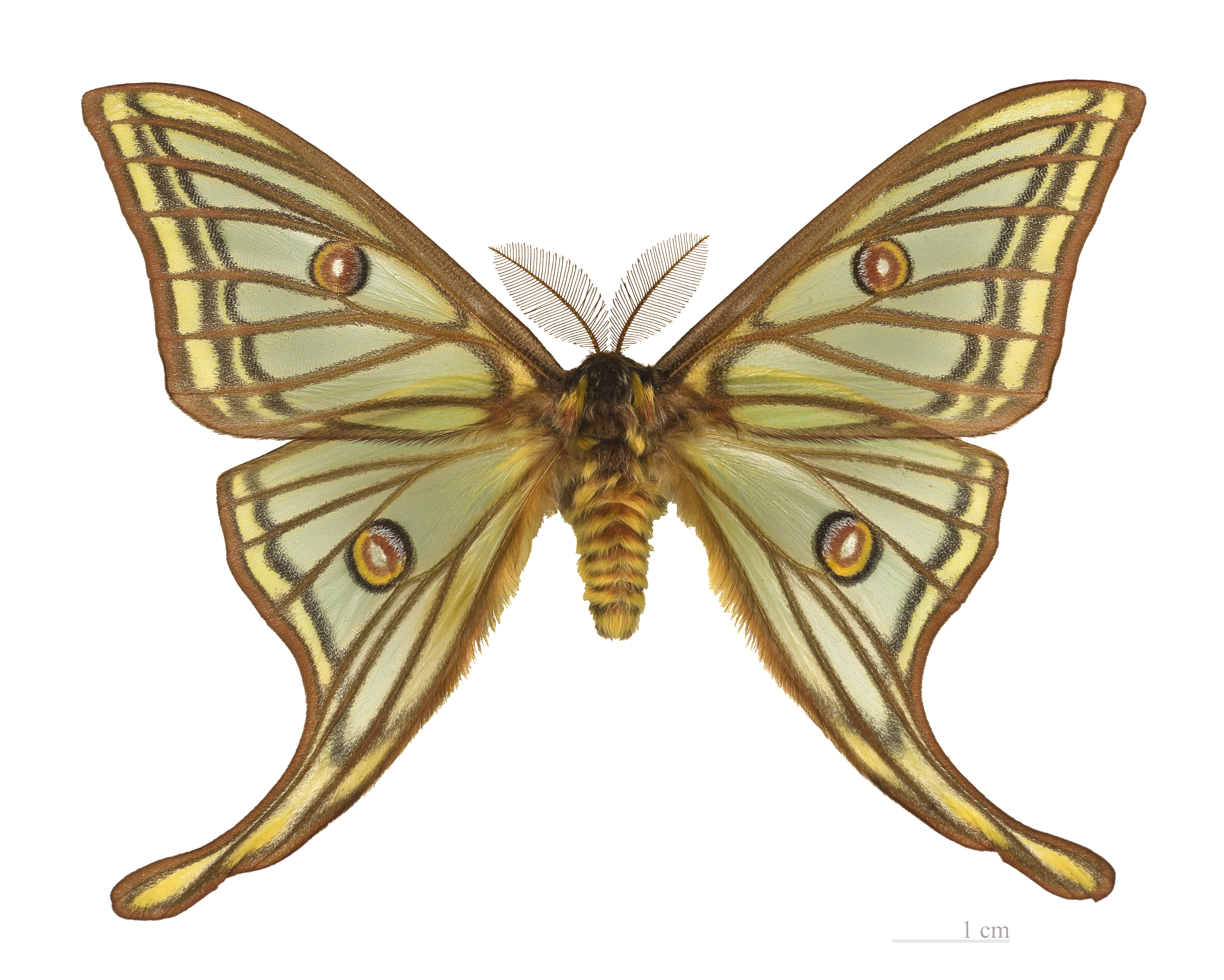
Самец
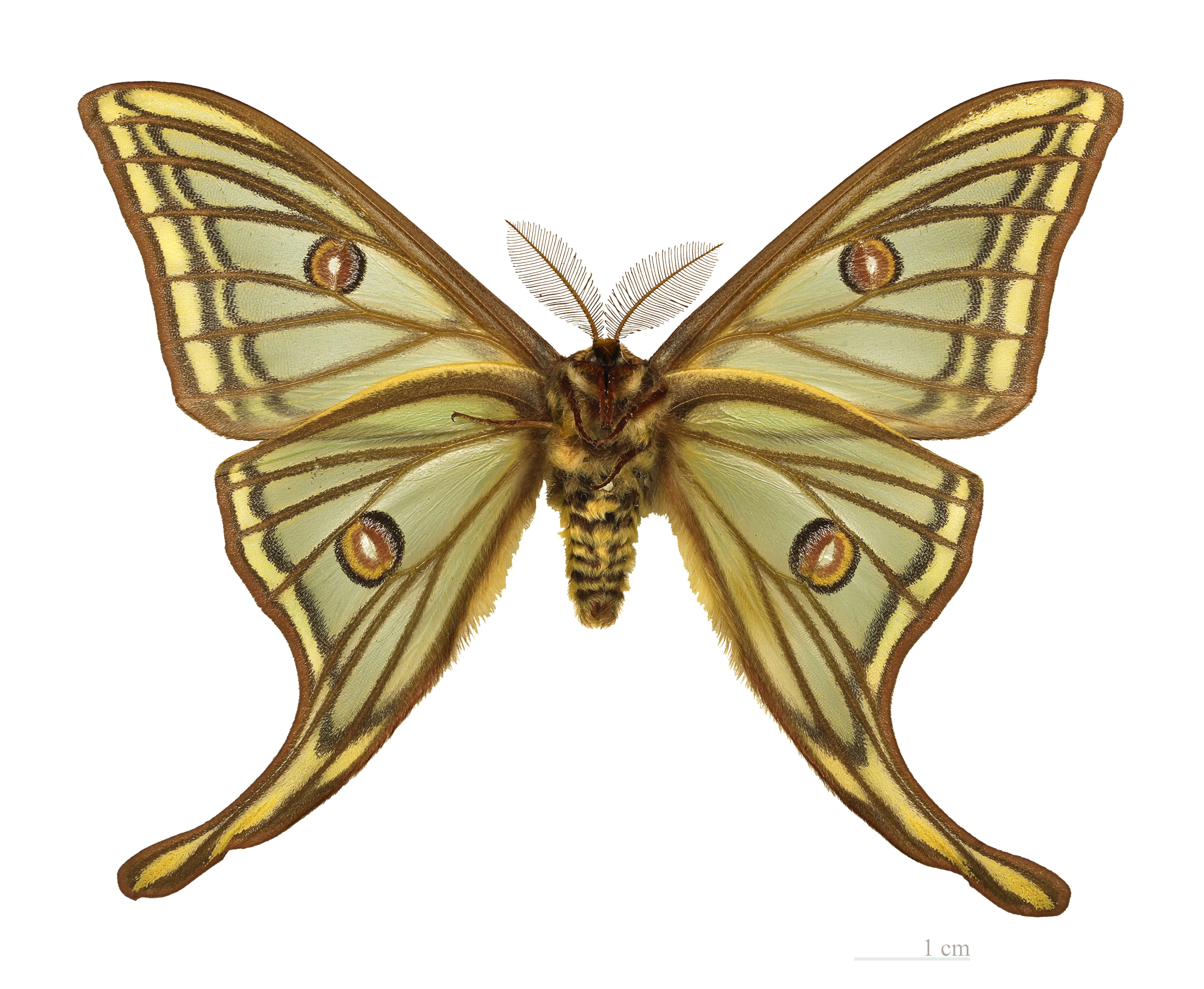
нижняя сторона крыльев
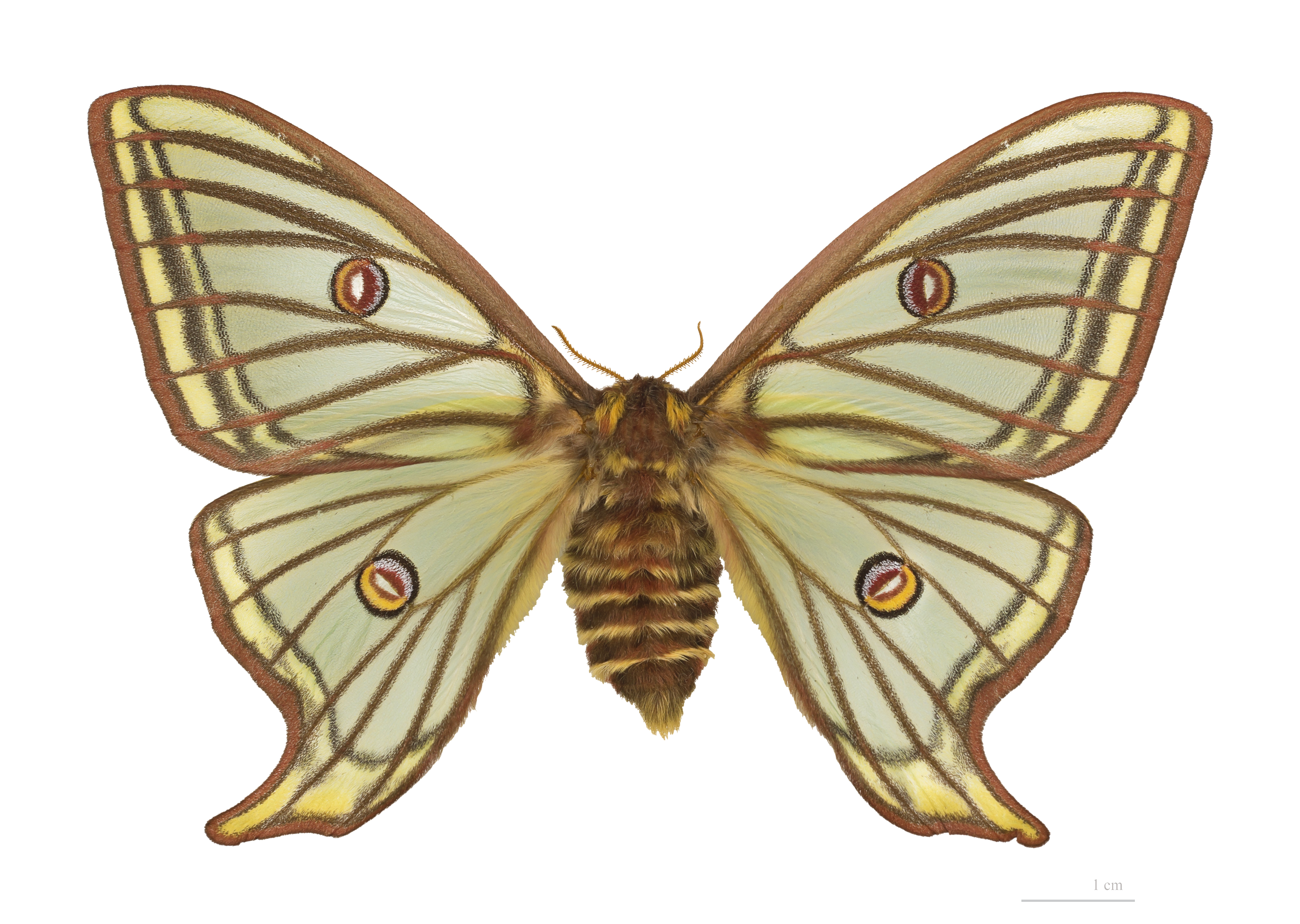
Самка
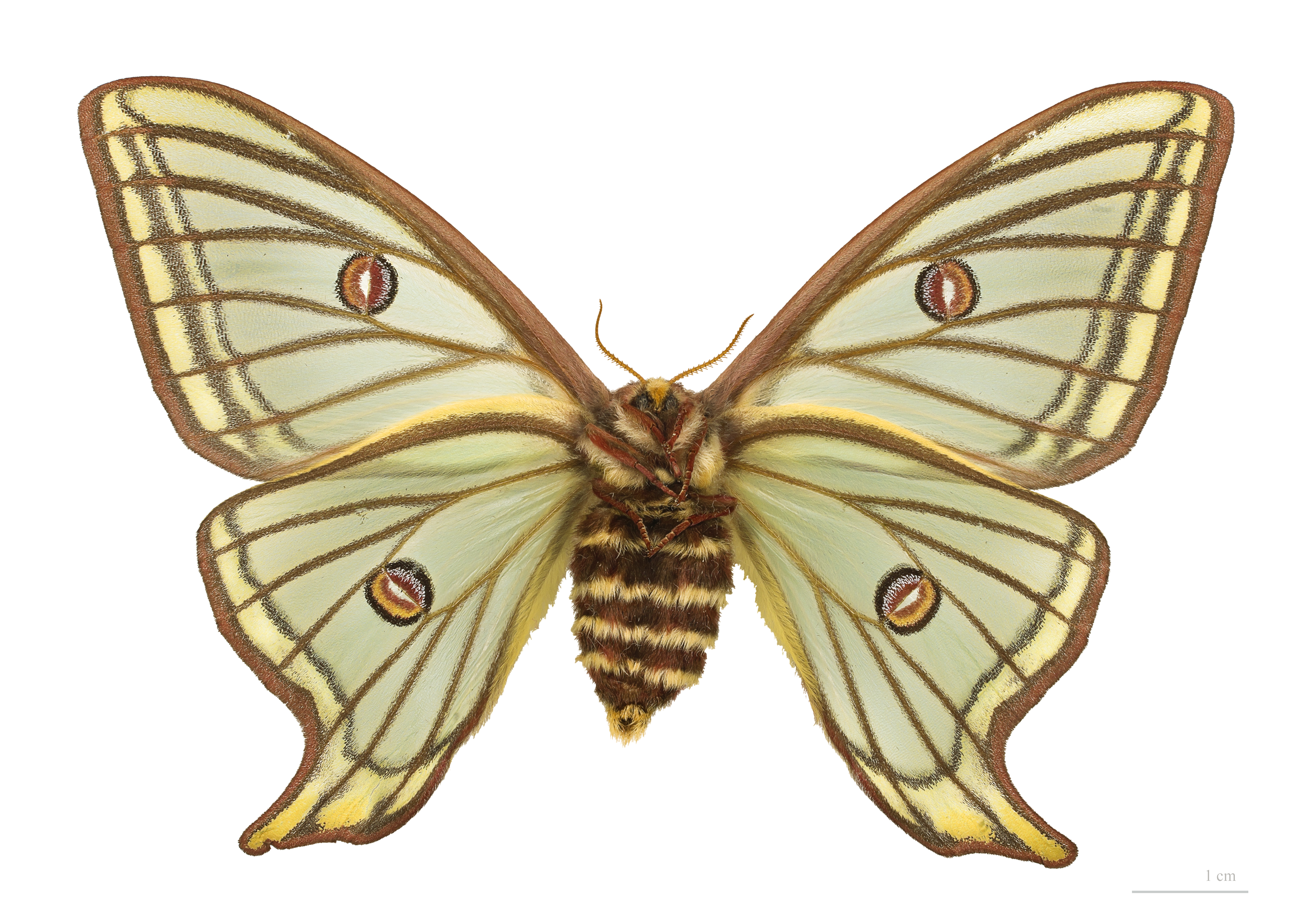
нижняя сторона крыльев

## Ареал

Карта ареала

Вид с дизъюнктивным ареалом. Встречается в горных регионах центральной Испании, таких как Сьерра-де-Гвадаррама, Монтес-Универсалес, Сьерра-де-Хаваламбре и Сьерра-Гудар, а также на юге страны в горах Сьерра-Сегура, в центральных и восточных Пиренеях, в долине Ронкаль и в Сьерра-де-Монтгрони. Оттуда его ареал простирается до южной Франции, где её впервые обнаружили только в 1922 году. Кроме того, Graellsia isabellae обитает в небольшом высокогорном ареале на юго-востоке Франции около Бриансона, а также в кантоне Валлис. Там этот вид был впервые обнаружен в 1987 году и ныне признаётся существование там устойчивой постоянной популяции. Однако неизвестно, появился ли он там естественным путём или же был занесён человеком. Новейшие находки на севере Италии пока требуют подтверждения.
Бабочки населяют светлые сосновые и сосново-широколиственные леса на высотах от 500 до 1800 м над уровнем моря. В кантоне Валлис их находят в негустых сосновых лесах на южных склонах на высоте от 800 до 1600 м над уровнем моря. Они переносят относительно большие колебания температуры и влажности, однако не способны пережить экстремальную жару и долгую засуху. Возможно, что этот приспособленный к холодам вид в межледниковые периоды был распространён значительно шире. После окончания последнего ледникового периода данный вид, скорее всего, недостаточно быстро приспособился к потеплению, и будучи изолированным в более холодных южных горных регионах, так и не заселил заново более северные территории.

## Время лёта
Лёт бабочек длится всего одну-две недели и происходит в конце апреля — начале мая. Как и многие другие представители семейства павлиноглазок, бабочки Graellsia isabellae имеют недоразвитый ротовой аппарат и не питаются (афагия), живя за счёт запаса питательных веществ, накопленных на стадии гусеницы. Продолжительность жизни имаго составляет от 2 до 16 дней: в среднем 5 дней у самцов и 8 дней у самок.

## Жизненный цикл
После спаривания самка откладывает 100—150 яиц на растения рода Сосна (лат. Pínus). Стадия яйца 7—11 дней. Стадия гусеницы — около 1,5 месяца. Окукливание на земле, в плотном коконе. Зимует куколка.

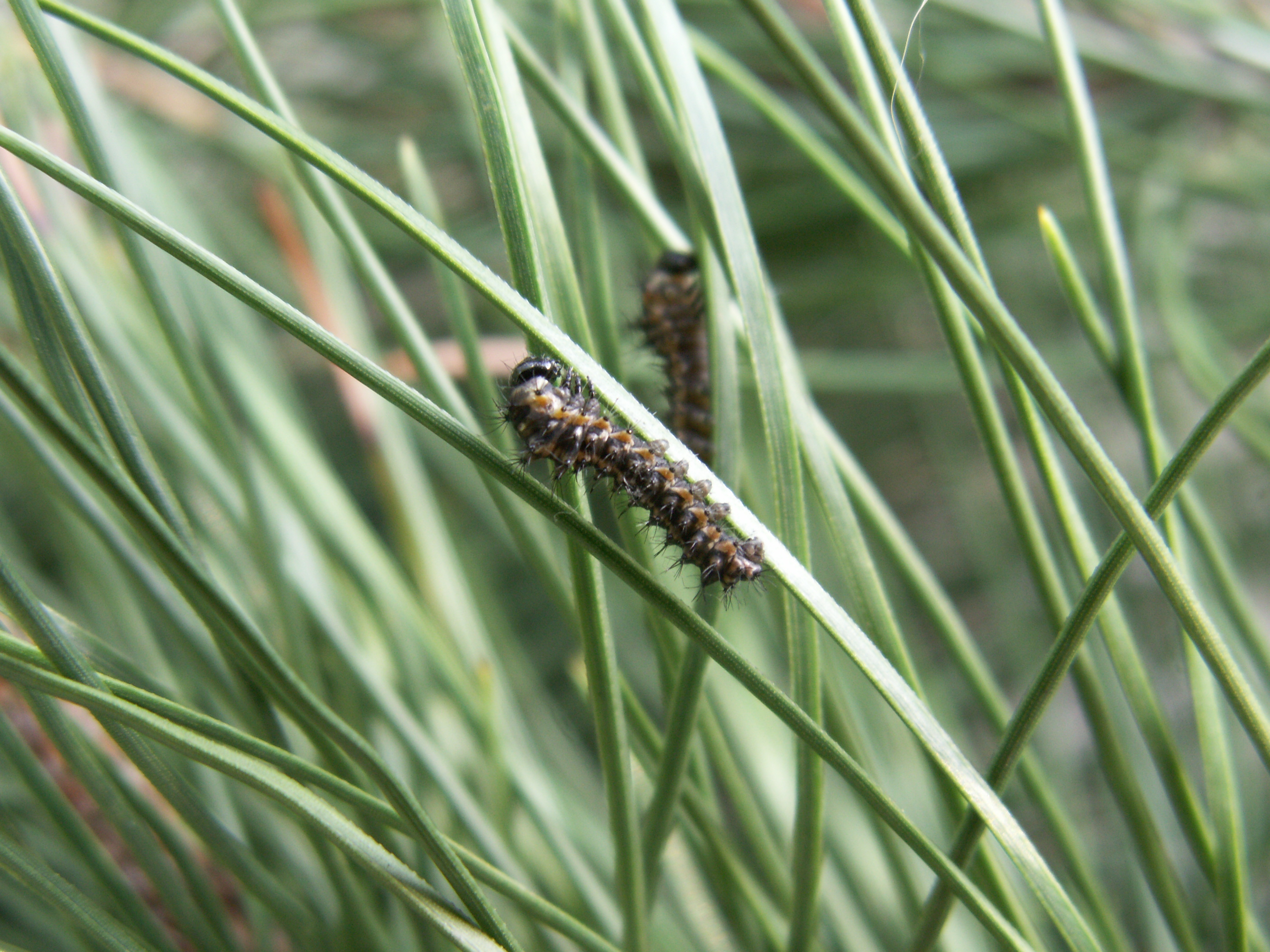
Гусеница 1 возраста
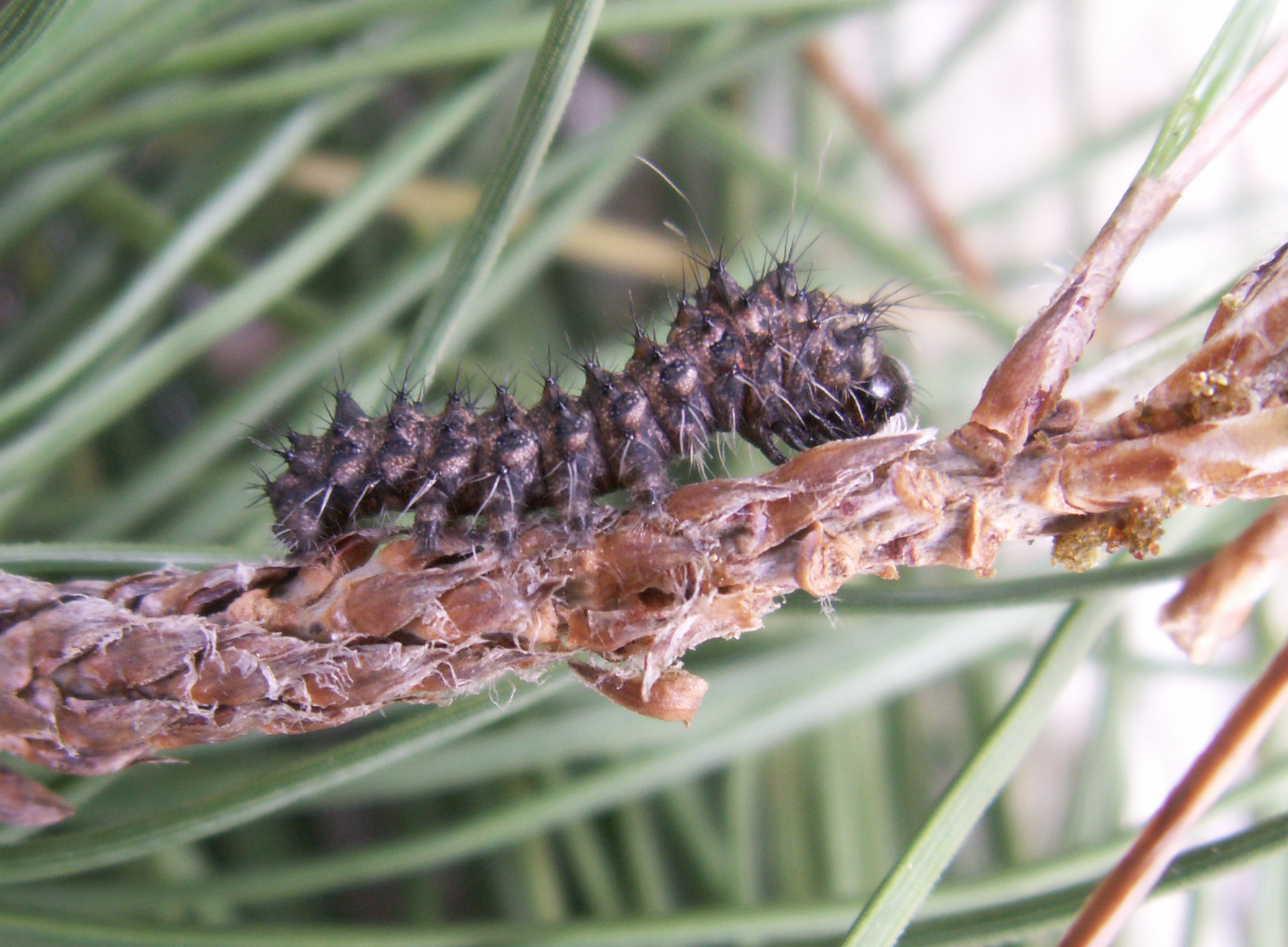
Гусеница 2 возраста
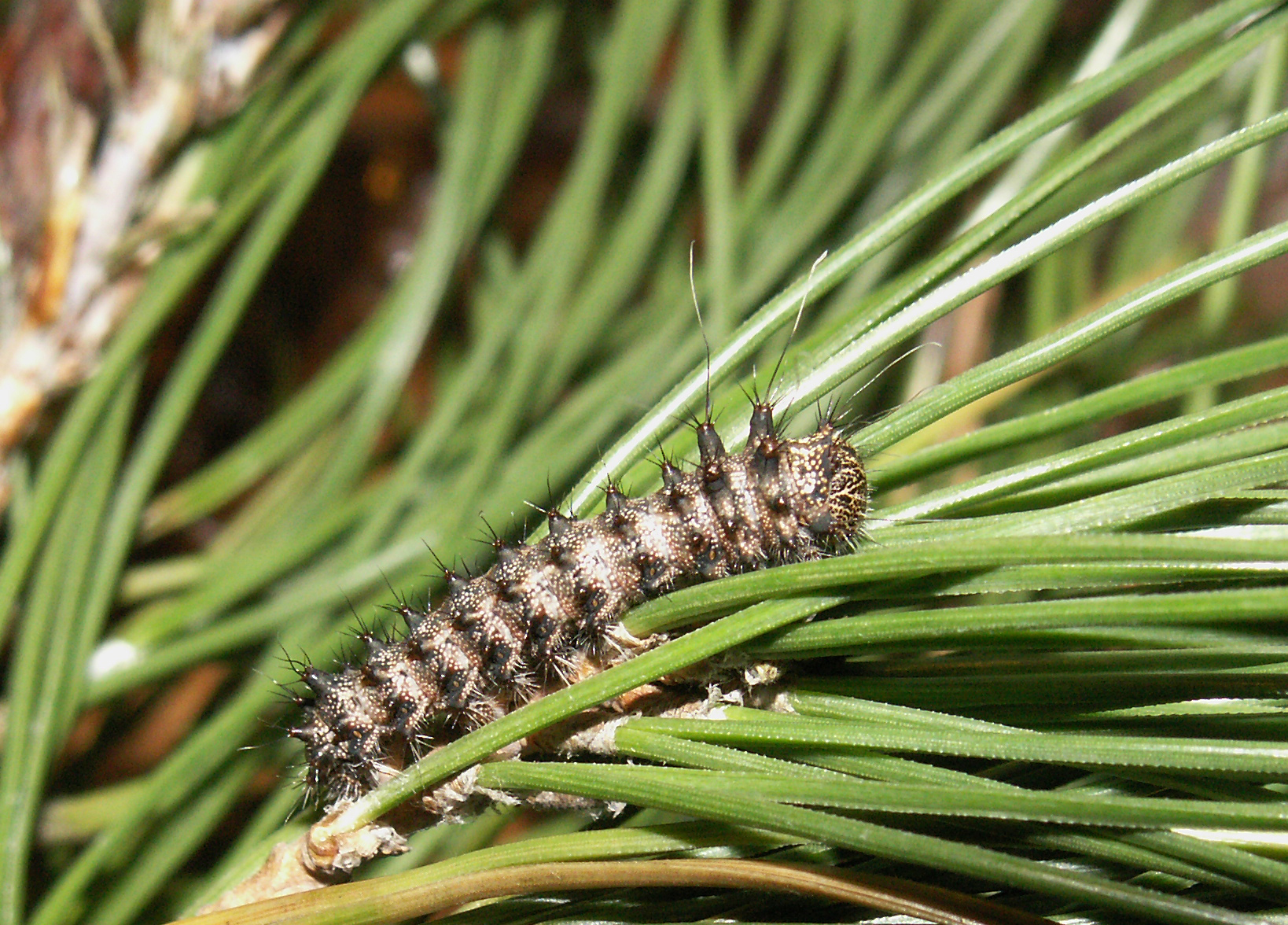
Гусеница 3 возраста
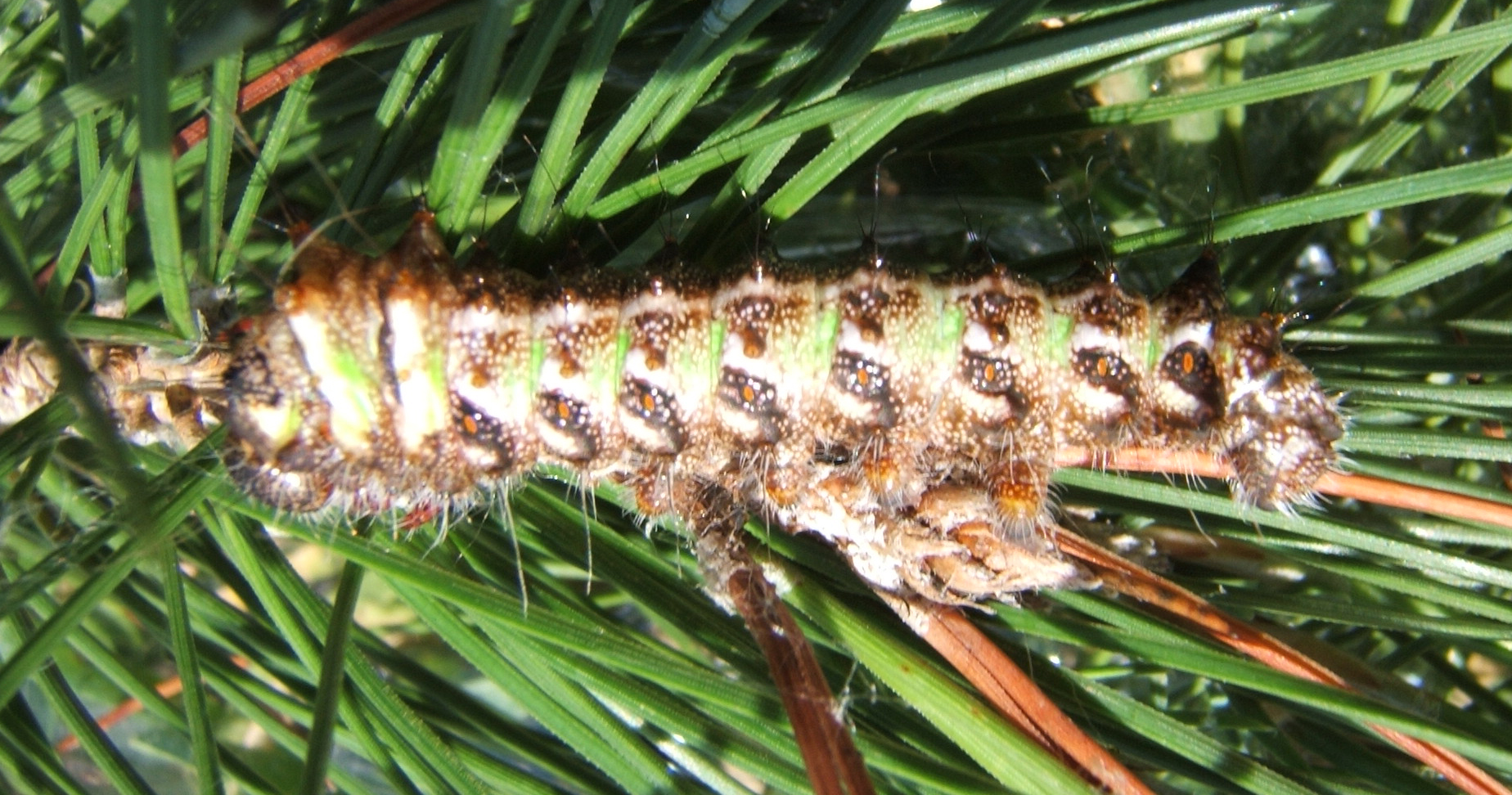
Гусеница 4 возраста
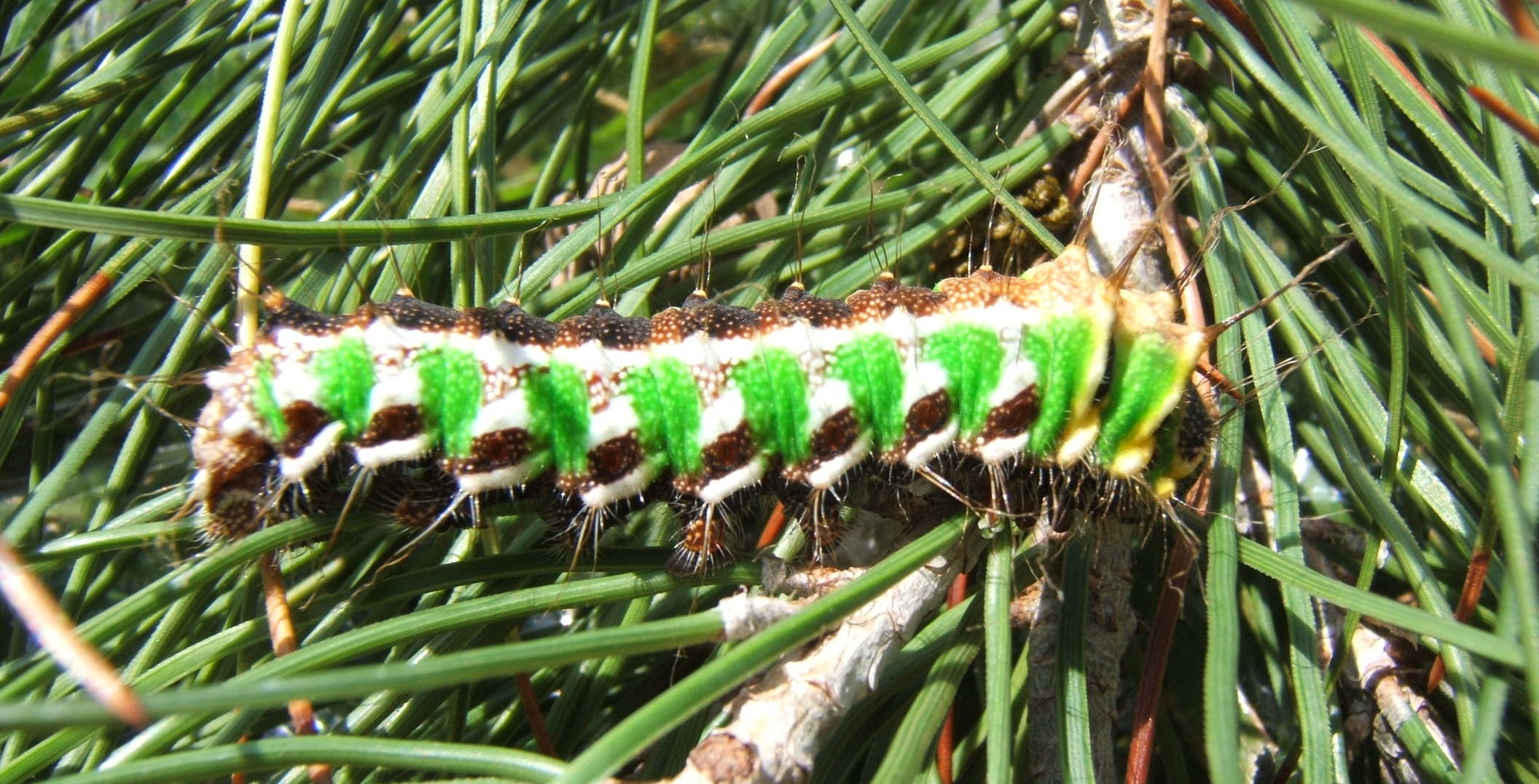
Гусеница 5 возраста
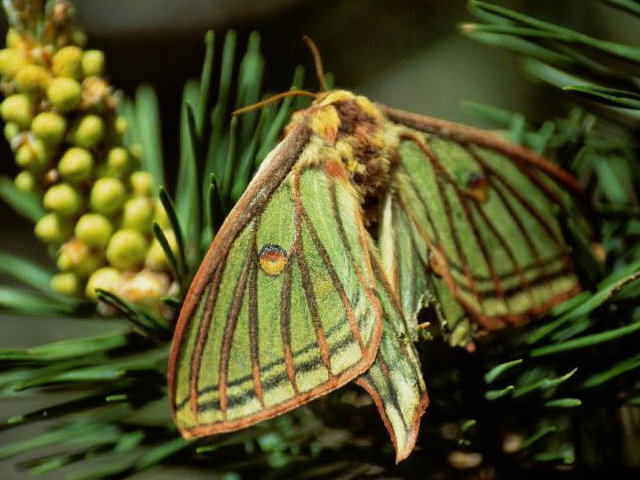
Имаго

## Охрана
Несмотря на разораванный ареал и локальное обитание популяций вида, в целом вид не находится под угрозой исчезновения.
Находится под охраной на территории Франции в рамках Бернской конвенции об охране дикой фауны и флоры и природных сред обитания.
Международной Красной книге таксону присвоена категория DD — Недостаточно данных.

## В культуре
Фильм «Бабочка» (фр. Le papillon) 2002 год, режиссёра Филиппа Мюиля, рассказывает о том, как ворчливый пожилой коллекционер бабочек, вместе с маленькой дочерью своей соседки, отправляется на поиски экземпляра данного вида для своей коллекции бабочек.
Наряду со многими другими видами своего семейства, павлиноглазка Изабелла успешно разводится энтузиастами в домашних инсектариях.